# New York-i Tudományos Akadémia
A New York-i Tudományos Akadémia (New York Academy of Sciences, NYAS) az Amerikai Egyesült Államok harmadik legrégebbi tudományos társasága. Az Akadémia egy független nonprofit szervezet, amelynek célja a tudomány és a technológia megértésének elősegítése; ennek érdekében előadásokat és konferenciákat szervez. A szervezetnek egy rögzített összeg befizetése fejében bárki tagja lehet; mivel az akadémia nevet általában olyan intézmények viselik, amelyekbe csak tudományos teljesítmény elismeréseképpen lehet bekerülni, a NYAS-tagságot előszeretettel használják életrajzok feltupírozására és áltudományos tevékenységek tudományosnak mutatására.